# Esenieni
Esenienii sunt membrii unei secte religioase a frățietății, care a existat între secolele II î.e.n. - I e.n. Nu sunt menționați nici în Vechiul, nici în Noul Testament. Esenienii excludeau femeile din grupările lor, urmau îndeaproape Legea lui Moise, mai ales sabatul, dar și alte ritualuri. Credeau în nemurirea sufletului și în pedepsirea divină a păcatelor.
Dintre grupările religioase evreiești din perioada eleno-romană, grupări care sunt menționate și în scrierile unor autori greci și latini, aceea a esenienilor este astăzi, poate, cea mai cunoscută, datorită, mai ales, descoperirii la Qumran a Manuscriselor de la Marea Moartă, începând din anul 1947. Aceste manuscrise se pare că au aparținut esenienilor. Despre esenieni s-a scris și în antichitate, cele mai relevante fiind scrierile lui Filon din Alexandria, Iosephus Flavius și Plinius cel Bătrân. Asupra originii esenienilor și a ceea ce înseamnă numele lor, cercetătorii nu au ajuns la un acord între ei. Foarte probabil esenienii și-au avut începuturile pe la jumătatea secolului al II-lea î. Hr., în timpul macabeilor. Ducând o viață separată de restul societății, ei s-au organizat în comunități izolate, de tip monastic.
În ceea ce privește credința lor religioasă, se știe că esenienii îl așteptau pe Mesia ca pe un rege al iudeilor, care să-i elibereze de sub dominația păgânilor, pentru a putea întemeia Împărăția lui Dumnezeu. Unele obiceiuri ale esenienilor erau asemănătoare cu acelea ale creștinilor din primele secole, aspect datorat, poate, originii lor iudaice comune și folosirii acelorași Scripturi. Există și diferențe majore: viața izolată pe care o duceau esenienii și sistemul mult mai complex de norme care le reglementau comportamentul.
Astăzi există grupări religioase care se declară descendenți ai esenienilor, unele dintre acestea susțin că Biblia, dar și alte scrieri canonice, au fost modificate prin traducerile făcute, cu scopul de a schimba adevărata credință.

## Doctrine sincretice
Unele dintre doctrinele și practicile esenienilor se regăsesc mai târziu în evanghelii: 

- Combaterea fariseilor și saducheilor. 

- Îndemnuri la blândețe și supunere, spre a fi pe placul lui Dumnezeu. 

- Prezicerea Judecății de Apoi. 

- Îndemnuri la iubirea semenilor. 

- Credința în existența unor Fii ai Luminii care luptă împotriva Forțelor Întunerecului. 

- Afirmarea existenței unui Spirit (Duh) Sfânt. 

- Participarea la mese colective, cu rugăciuni în comun, asemănătoare “Cinei cele de Taină”. 

- Unele cuvântări eseniene începeau cu cuvintele „ferice de cei care...“. 

- Solicitarea recunoașterii păcatelor.